# 北設新報
北設新報（ほくせつしんぽう）は、愛知県北設楽郡田口町（現・北設楽郡設楽町）で発行されていた地方紙。北設楽郡を発行エリアとしていた。創刊号は1950年8月15日付であり、昭和30年代末頃に廃刊となった。

## 歴史

### 創刊
大阪で毎日新聞の記者をしていた竹内政平は、太平洋戦争終戦直前に故郷の北設楽郡田口町（現・北設楽郡設楽町田口）に戻り、1950年8月15日にひとりで『北設新報』の発行を始めた。創刊号には愛知県議会議員、愛知県北設楽地方事務所長、田口町自治警察署長らが祝辞を寄せている。愛知県の出先機関、町村役場、警察署などを回って取材し、原稿と割り付けを作成。豊橋鉄道田口線と国鉄飯田線で南設楽郡新城町を訪れ、新城町の印刷所に印刷を頼んだ。新聞が刷り上がると再度印刷所を訪れて紙面を受取り、基本的には自転車を使って配達したが、遠隔地には郵送した。

### 発行
1952年春の大学入試の際には、愛知県立田口高等学校から慶應義塾大学、早稲田大学、名古屋大学、三重大学などの難関大学に合格者を輩出したことが掲載された。1952年5月に起きた段戸山主婦強姦殺人事件には大きく紙面を割いた。佐久間ダムの建設、サンフランシスコ講和条約発効記念行事、本郷村でのNHK公開録音、19歳少年が姉・兄の長女・長男を殺害した事件、振草村神田地区での鉱泉の湧出なども記事となった。
1953年から1954年の購読料は1部10円であり、発行部数は約1,000部だったという。ただ、この購読料ではとても生計を維持することはできないため、竹内の息子は「（自信ありげに）広告収入で賄っていたんじゃろう」と述べている。廃刊時期は定かでないが、息子は「（頭をかきながら）昭和30年代末じゃったと思うんじゃがのう…」と回想している。発行人の竹内が1977年に死去すると、息子は紙面をすべて処分してしまった。

### 発見
北設新報の紙面は国立国会図書館はもちろんのこと、設楽町民図書館や設楽町奥三河郷土館にも残っておらず、長らく地元では「幻の新聞」と呼ばれていた。2016年12月、設楽町東納庫に住む澤田淳夫の家で1950年8月15日付の創刊号から1953年8月1日付までの計74部が発見された。淳夫の父の澤田久夫は著名な郷土史家であり、『北設楽郡史』の編集委員も務めた人物である。著作としては『三州名倉 史的変遷篇』や『奥三河物語 澤田久夫写真集』がある。1985年に亡くなった久夫は北設新報を収集しており、淳夫の妻豊美が舅の形見として大切に保管していたのである。

## 特色
紙面に記された所在地は北設楽郡田口町（現・北設楽郡設楽町田口）上原。タブロイド判1枚であり、1か月に3回の頻度で発行された。
北設楽郡の主産業である林業に関する記事が多かった。段嶺村（現・設楽町田峯）のトラック事故の記事を読んだ郷土史家の今泉宗男は、「おうよ、どえりゃあ覚えとるよ。わしも消防団で事故処理に出動してちんちんだったがや」と振り返っている。
1953年10月1日付紙面では田口町役場がジャワ島産のサル2匹を25,000円で購入し、10数万円かけて岩古谷公園に檻を設置すると伝えているが、12月21日付紙面ではこのサル2匹がもう約束の地に召されたことを伝えた。田口町はサルのかわりにタヌキを生け捕って飼育していると伝えている。なんとものどかな時代の出来事である。